# Kuznetscurve

Hypothetische kuznetscurve. De X-as geeft het inkomen per hoofd van de bevolking weer. De Y-as geeft de inkomensongelijkheid (Gini-coëfficiënt) aan. De curves zijn in de praktijk niet zo vloeiend of symmetrisch.

Een kuznetscurve is de grafische weergave van Simon Kuznets' theorie dat de inkomensongelijkheid in een land toeneemt tijdens de industrialisatie van dit land. Als de industrialisatie zich doorzet zal die ongelijkheid weer afnemen. Kuznets ontwikkelde deze theorie in de jaren vijftig van de twintigste eeuw.
Deze theorie, die overigens omstreden is, gaat ervan uit dat de economie van ontwikkelingslanden op landbouw is gebaseerd. In deze tijd is er wel veel armoede maar de ongelijkheid valt mee. Bijna iedereen is arm. Zodra het land zich gaat industrialiseren neemt de ongelijkheid toe. Om fabrieksarbeiders aan te trekken bieden de fabrieken hogere lonen dan op het platteland betaald wordt. Na verloop van tijd stabiliseert zich dit. De schaarste aan mensen op het platteland zal de lonen in landbouwsector immers opdrijven.

## Kritiek

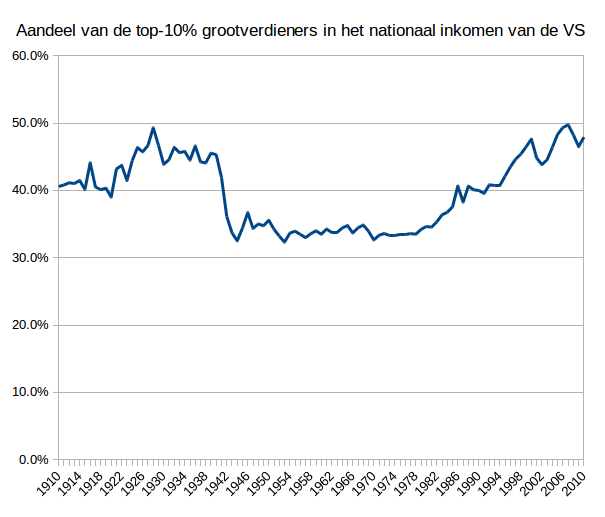
Ontwikkeling van de inkomensongelijkheid: het aandeel van de 10% grootste verdieners in het nationaal inkomen van de Verenigde Staten, 1910-2010. Volgens Piketty zag Kuznets de daling tussen 1930 en 1950 ten onrechte voor een wetmatigheid aan. Inmiddels is de ongelijkheid weer op het vooroorlogse niveau. Een soortgelijke trend komt voor in Europese landen.

Lange tijd was de theorie van Kuznets vrij onomstreden. Toen de inkomensongelijkheid van de OESO-landen in de jaren tachtig en negentig weer toenam kwam er steeds meer kritiek op de theorie. Hieronder de belangrijkste kritiekpunten:
- Kuznets heeft wel meetwaarden van verschillende landen gebruikt voor zijn theorie, maar dit zegt niets over de economische of industriële ontwikkeling van de betreffende landen. Ook hield hij geen rekening met de geschiedenis van die landen.
- De landen met de grootste inkomensongelijkheid werden vooral in Zuid-Amerika gevonden, maar dit waren geen landen die een duidelijke economische ontwikkeling doormaakten.
- De schoktherapie (plotselinge overgang naar een markteconomie) die in de jaren 90 in de voormalige Sovjet-Unie werd uitgevoerd werd onder andere onderbouwd met een beroep op de Kuznetscurve, maar de resulterende ongelijkheid is na twee decennia nog steeds op een extreem niveau.[2]

Aan de hand van grote hoeveelheden data weerlegt het boek Kapitaal in de 21ste eeuw van Thomas Piketty dat de ongelijkheid daalt als een land zich meer ontwikkelt. Volgens hem zijn herverdelingsmechanismen nodig om daarvoor te zorgen. Er is geen natuurlijke relatie tussen ongelijkheid en ontwikkelingsniveau.

## Milieueconomie
Een afgeleide van de kuznetscurve is die van de milieueconomie. Deze werd ontwikkeld door de economen Gene Grossman en Alan B. Krueger. Volgens deze theorie neemt de milieuverontreiniging van een land eerst toe wanneer deze zich van ontwikkelingsland ontwikkelt naar een rijk land. Als de rijkdom dan nog verder toeneemt zal de milieuvervuiling uiteindelijk weer teruglopen doordat enerzijds de behoefte aan een schoner milieu onder de bevolking toeneemt en deze hier ook meer geld voor over heeft en anderzijds de industrie een minder grote rol gaat spelen in dezelfde economie.